# Amomum cerasinum
Amomum cerasinum är en enhjärtbladig växtart som beskrevs av Henry Nicholas Ridley. Amomum cerasinum ingår i släktet Amomum och familjen Zingiberaceae. Inga underarter finns listade i Catalogue of Life.